# Open de Corée du Sud de tennis de table
L’Open de Corée du Sud est un tournoi international de tennis de table en Corée du Sud qui a lieu régulièrement depuis 1980.
À partir de 2001, c'est également uneest une étape du Pro-tour de tennis de table organisée par la fédération internationale de tennis de table.
L'édition 2010 se déroule du 11 au 15 août, et dans le tableau masculin on retrouve dans le dernier carré Timo Boll, Joo Se Hyuk, Oh Sang-Eun et Vladimir Samsonov.

## Palmarès

### Open de Corée du Sud
| année  | simple messieurs   | double messieurs                | simple dames  | double dames                 | double mixte               | U21 messieurs      | U21 dames        |
| ------ | ------------------ | ------------------------------- | ------------- | ---------------------------- | -------------------------- | ------------------ | ---------------- |
| 1980*  | Jacques Secretin   | Jacques Secretin Patrick Gernot | Hwang Nam-suk | Lee Su-ja Kim Jung-ja        |                            |                    |                  |
| 1982*  | Jan-Ove Waldner    | Masahiro Maehara Kiyoshi Saito  | Yang Young-Ja | An Hae-sook Yang Young-Ja    |                            |                    |                  |
| 1985** | Wang Huiyuan       |                                 | Geng Lijuan   |                              |                            |                    |                  |
| 1993   | Wang Tao           | Chu Kyo-sung Kang Hee-chan      | Deng Yaping   | Deng Yaping Gao Jun          |                            |                    |                  |
| 1994   | Kong Linghui       | Chu Kyo-sung Lee Chul-seung     | Chai Po Wa    | Qiao Hong Qiao Yunping       |                            |                    |                  |
| 2001   | Kim Taek-soo       | Kong Linghui Liu Guoliang       | Wang Nan      | Gao Xi Li Jiao               |                            |                    |                  |
| 2002   | Werner Schlager    | Kim Taek-soo Oh Sang-eun        | Tie Yana      | Bai Yang Guo Yan             |                            |                    |                  |
| 2003   | Ma Lin             | Ma Lin Chen Qi                  | Guo Yan       | Guo Yue Niu Jianfeng         |                            |                    |                  |
| 2004   | Wang Liqin         | Kong Linghui Wang Hao           | Zhang Yining  | Wang Nan Zhang Yining        |                            | Tung-Yu Chou       | Ai Fukuhara      |
| 2005   | Oh Sang-eun        | Lee Jung-woo Ryu Seung-min      | Kim Kyung-ah  | Tan Paey Fern Zhang Xueling  |                            | Lim Jae-hyun       | Beibei Sun       |
| 2006   | Joo Se-hyuk        | Cheung Yuk Leung Chu Yan        | Tie Yana      | Tie Yana Zhang Rui           |                            | Chih-Chi Wu        | Qiangbing Li     |
| 2007   | Oh Sang-eun        | Lee Jung-woo Oh Sang-eun        | Jiang Huajun  | Gao Jun Shen Yanfei          |                            | Dimitrij Ovtcharov | Yu Meng Yu       |
| 2008   | Ma Long            | Wang Hao Wang Liqin             | Guo Yue       | Guo Yue Liu Shiwen           |                            | Marcos Freitas     | Elizabeta Samara |
| 2009   | Jun Mizutani       | Hao Shuai Wang Hao              | Feng Tianwei  | Kim Kyung-ah Park Mi-young   |                            | Jeong Sang-eun     | Yang Ha-eun      |
| 2010   | Vladimir Samsonov  | Patrick Baum Bastian Steger     | Shen Yanfei   | Kim Kyung-ah Park Mi-young   |                            | Jung Young-sik     | Kang Mi-soon     |
| 2011   | Dimitrij Ovtcharov | Jin Yixiong Song Hongyuan       | Feng Tianwei  | Fujii Hiroko Wakamiya Misako |                            | Koki Niwa          | Yang Ha-eun      |
| 2012   | Zhang Jike         | Ma Long Xu Xin                  | Liu Shiwen    | Ding Ning Liu Shiwen         |                            | Kristian Karlsson  | Kasumi Ishikawa  |
| 2013   | Xu Xin             | Seo Hyun-deok Zhang Jike        | Seo Hyo-won   | Park Young-sook Yang Ha-eun  |                            | Maharu Yoshimura   | Jiayi Li         |
| 2014   | Xu Xin             | Yu Ziyang Zhou Kai              | Han Ying      | Chen Ke Wang Manyu           |                            | Jang Woo-jin       | Hitomi Sato      |
| 2015   | Jung Young-sik     | Jung Young-sik Kim Min-seok     | Ai Fukuhara   | Miu Hirano Mima Ito          |                            | Masaki Yoshida     | Yui Hamamoto     |
| 2016   | Xu Xin             | Xu Xin Zhang Jike               | Ding Ning     | Ding Ning Liu Shiwen         |                            | Lim Jong-hoon      | Yui Hamamoto     |
| 2017   | Timo Boll          | Jang Woo-jin Jeong Sang-eun     | Feng Tianwei  | Petrissa Solja Shan Xiaona   |                            | Lim Jong-hoon      | Minami Ando      |
| 2018   | Jang Woo-jin       | Jang Woo-jin Lim Jong-hoon      | Zhu Yuling    | Chen Meng Ding Ning          | Jang Woo-jin Cha Hyo-sim   | Ham Yu-song        | Miyuu Kihara     |
| 2019   | Jang Woo-jin       | Fan Zhendong Xu Xin             | Chen Meng     | Chen Meng Wang Manyu         | Doo Hoi Kem Wong Chun Ting |                    |                  |

### Série WTT
| Année & Lieu | Tournoi                    | Simple messieurs | Simple dames |
| ------------ | -------------------------- | ---------------- | ------------ |
| 2024 Incheon | WTT Champions Incheon (de) | Liang Jingkun    | Sun Yingsha  |
| 2025 Incheon | WTT Champions Incheon (de) | Xiang Peng       | Wang Yidi    |